# 히가시데 소타
히가시데 소타(일본어: 東出 壮太, 1998년 8월 24일~)는 일본의 축구 선수이다.

## 구단 경력
그는 2020년 J3리그의 로아소 구마모토에 입단했다. 2021년 J3리그 우승으로 J2리그로 승격했다. 2023년 J3리그의 테게바자로 미야자키로 이적했다. 2024년 가이나레 돗토리로 이적했다.